# Associazione Calcio Prato 1977-1978
Questa pagina raccoglie le informazioni riguardanti l'Associazione Calcio Prato nelle competizioni ufficiali della stagione 1977-1978.

## Rosa
| N. |                   | Ruolo | Calciatore             |
| -- | ----------------- | ----- | ---------------------- |
|    | Italia (bandiera) | P     | Marco Antonelli        |
|    | Italia (bandiera) | A     | Michele Avino          |
|    | Italia (bandiera) | D     | Franco Battisodo       |
|    | Italia (bandiera) | A     | Gianni Biagi           |
|    | Italia (bandiera) | A     | Marco Biloni           |
|    | Italia (bandiera) | C     | Beniamino Borchiellini |
|    | Italia (bandiera) | D     | Marco Bracci           |
|    | Italia (bandiera) | C     | Bruno Caneo            |
|    | Italia (bandiera) | P     | Paolo Cecconi          |
|    | Italia (bandiera) | A     | Mauro Colombini        |
|    | Italia (bandiera) | D     | Rosangelo Colombo      |
|    | Italia (bandiera) | A     | Dario Dotto            |
|    | Italia (bandiera) | C     | Umberto Fantozzi       |

| N. |                   | Ruolo | Calciatore              |
| -- | ----------------- | ----- | ----------------------- |
|    | Italia (bandiera) | A     | Giovanni Gino           |
|    | Italia (bandiera) | D     | Fernando Gradi          |
|    | Italia (bandiera) | D     | Piero Lenzi             |
|    | Italia (bandiera) | A     | Mauro Listanti          |
|    | Italia (bandiera) | D     | Guglielmo Maggiani      |
|    | Italia (bandiera) | C     | Graziano Mazzoni        |
|    | Italia (bandiera) | D     | Comunardo Niccolai      |
|    | Italia (bandiera) | C     | Fausto Oliva            |
|    | Italia (bandiera) | C     | Pietro Sabatini         |
|    | Italia (bandiera) | D     | Massimiliano Scannerini |
|    | Italia (bandiera) | A     | Massimo Tarabusi        |
|    | Italia (bandiera) | D     | Giovanni Tognaccini     |
|    | Italia (bandiera) | C     | Gabriele Zottoli        |